# Serie ipergeometrica
In matematica una serie ipergeometrica è una serie di potenze in una variabile {\displaystyle z} nella quale il rapporto fra i coefficienti di due successive potenze {\displaystyle z^{n}} e {\displaystyle z^{n+1}} è una funzione razionale di {\displaystyle n}. Una tale serie, se converge, definisce, attraverso la continuazione analitica, una funzione analitica che viene detta funzione ipergeometrica.
Le funzioni ipergeometriche sono le soluzioni dell'equazione ipergeometrica.

## Introduzione
Una forma generale per le serie ipergeometriche è la seguente:
{\displaystyle \,_{p}F_{q}(a_{1},\ldots ,a_{p};b_{1},\ldots ,b_{q};z)=\sum _{n=0}^{\infty }{\frac {\beta _{n}z^{n}}{n!}}}
dove {\displaystyle \,\beta _{0}=1} e:
{\displaystyle {\frac {\beta _{n+1}}{\beta _{n}}}={\frac {(n+a_{1})(n+a_{2})\cdots (n+a_{p})}{(n+b_{1})(n+b_{2})\cdots (n+b_{q})}}}
Per la generica serie si può anche scrivere:
{\displaystyle \,_{p}F_{q}(a_{1},\ldots ,a_{p};b_{1},\ldots ,b_{q};z)=\sum _{n=0}^{\infty }{\frac {{a_{1}}^{\overline {n}}{a_{2}}^{\overline {n}}\ldots {a_{p}}^{\overline {n}}}{{b_{1}}^{\overline {n}}{b_{2}}^{\overline {n}}\ldots {b_{q}}^{\overline {n}}}}\,{\frac {z^{n}}{n!}}}
dove {\displaystyle a^{\overline {n}}=(a)_{n}=a(a+1)\cdots (a+n-1)} denota il fattoriale crescente, cioè il simbolo di Pochhammer.
In linea di principio, una serie ipergeometrica può essere ogni serie formale di potenze:
{\displaystyle \sum _{n}\beta _{n}z^{n}}
nella quale il rapporto tra i sommandi successivi:
{\displaystyle {\frac {\beta _{n+1}}{\beta _{n}}}}
è una funzione razionale della {\displaystyle n}, cioè si può scrivere:
{\displaystyle {\frac {\beta _{n+1}}{\beta _{n}}}={\frac {{\tilde {P}}(n)}{{\tilde {Q}}(n)}}}
dove {\displaystyle {\tilde {P}}(n)} e {\displaystyle {\tilde {Q}}(n)} denotano due polinomi. L'esempio più semplice è quello della serie geometrica, il cui rapporto è una costante. Un altro esempio è fornito dalla serie della funzione esponenziale, per la quale: 
{\displaystyle {\frac {\beta _{n+1}}{\beta _{n}}}={\frac {1}{n+1}}}
Una serie come questa può risultare conveniente considerarla come una funzione generatrice esponenziale, ponendo il coefficiente n-esimo sotto la forma:
{\displaystyle \beta _{n}={\frac {\alpha _{n}}{n!}}~~{\mbox{e}}~~\alpha _{0}=1}
La funzione esponenziale fornisce un buon esempio per una discussione introduttiva.
In matematica si incontrano numerose serie interessanti per le quali il rapporto dei termini successivi è una funzione razionale. Accade però che, quando espresse come funzioni generatrici esponenziali, tali serie hanno raggio di convergenza maggiore di zero solo sotto condizioni molto stringenti. Quindi convenzionalmente si usa il termine serie ipergeometrica solo limitatamente ai casi nei quali la serie definisce una funzione analitica con raggio di convergenza positivo. Una tale funzione con le sue continuazioni analitiche, viene chiamata funzione ipergeometrica.
Le condizioni di convergenza sono state date da Carl Friedrich Gauss, che ha studiato il caso in cui:
{\displaystyle {\frac {\alpha _{n+1}}{\alpha _{n}}}={\frac {(n+a)(n+b)}{(n+c)}}}
cioè il caso della cosiddetta serie ipergeometrica di Gauss o serie ipergeometrica classica standard denotata con:
{\displaystyle \,_{2}F_{1}(a,b,c;z)}

## Notazione
La notazione concisa standard per la serie ipergeometrica generale è:
{\displaystyle \,_{m}F_{p}}
dove gli interi {\displaystyle m} e {\displaystyle p} forniscono i gradi dei polinomi {\displaystyle P} e {\displaystyle Q}, rispettivamente, con i quali si esprime il rapporto:
{\displaystyle {\frac {\alpha _{n+1}}{\alpha _{n}}}={\frac {P(n)}{Q(n)}}}
Se {\displaystyle m>p+1} il raggio di convergenza è zero e quindi non si ottiene una funzione analitica. La serie termina naturalmente nel caso in cui {\displaystyle P(n)} si annulla per un intero positivo {\displaystyle n}. Se fosse zero anche {\displaystyle Q(n)} si avrebbero coefficienti indefiniti.
La notazione completa di {\displaystyle F} suppone che{\displaystyle P} e {\displaystyle Q} siano polinomi unitari e fattorizzati, cosicché la notazione per {\displaystyle F} include una m-upla degli inversi (negativi) degli zeri di {\displaystyle P} e una p-upla per quelli di {\displaystyle Q}. Questa non è una grande restrizione, dato che per il teorema fondamentale dell'algebra possiamo assorbire il coefficiente primario di {\displaystyle P} o {\displaystyle Q} ridefinendo {\displaystyle z}. Dopo la fattorizzazione il termine generico della serie sarà espresso come rapporto tra i prodotti dei simboli di Pochhammer. Dato che la notazione di Pochhammer per i fattoriali crescenti è tradizionale, è più comodo indicare {\displaystyle F} con la lista degli inversi degli zeri. Si ha quindi:
{\displaystyle \,_{2}F_{1}(a,b;c;z)=\sum _{n=0}^{\infty }{\frac {a^{\overline {n}}b^{\overline {n}}}{c^{\overline {n}}}}\,{\frac {z^{n}}{n!}}}
Gli zeri di {\displaystyle P} sono qui {\displaystyle -a} e {\displaystyle -b}, mentre quello di {\displaystyle Q} è {\displaystyle -c}.

## L'equazione ipergeometrica
La funzione ipergeometrica è una soluzione dell'equazione differenziale ipergeometrica:
{\displaystyle z(1-z){\frac {d^{2}w}{dz^{2}}}+\left[c-(a+b+1)z\right]{\frac {dw}{dz}}-abw=0}
che possiede tre singolarità regolari in 0,1 e ∞. Si tratta di un caso particolare dell'equazione di Papperitz-Riemann.

## Casi speciali e applicazioni
Tutti i polinomi ortogonali possono essere espressi come casi particolari di {\displaystyle {\;}_{2}F_{1}} con almeno uno dei parametri {\displaystyle a} e {\displaystyle b} intero negativo. Anche i Polinomi di Legendre sono particolari serie ipergeometriche.
Le serie ipergeometriche vengono inoltre utilizzate nell'inversione degli integrali ellittici.
La funzione di Kummer {\displaystyle {\;}_{1}F_{1}(a,b;z)} è anche detta funzione ipergeometrica confluente
La funzione {\displaystyle {\;}_{2}F_{1}} ha diverse rappresentazioni integrali, tra le quali l'integrale ipergeometrico di Eulero

## Identità
Nei secoli XIX e XX sono state scoperte moltissime identità di funzioni ipergeometriche; un elenco classico di tali identità è noto come lista di Bailey. 
Attualmente è ben chiaro che esista una vastissima gamma di tali identità e sono noti vari algoritmi capaci di generare e dimostrare tali relazioni. In un certo senso ci si trova in una situazione simile a quella che vede l'uso delle calcolatrici per il calcolo di somme e prodotti; anche per le elaborazioni delle identità ipergeometriche, in un certo senso, non importa tanto il risultato di una singola computazione, quanto i quadri che si rivelano da insiemi di elaborazioni.

## Aspetti storici e generali
Vanno ricordati gli studi nel XIX secolo, tra i quali quelli di Ernst Kummer, e la caratterizzazione fondamentale di Bernhard Riemann della funzione F attraverso le equazioni differenziali che soddisfa. Riemann dimostrò che l'equazione differenziale di second'ordine (in z) per F, nel piano complesso, può essere identificata (sulla sfera di Riemann) attraverso le sue tre singolarità regolari: tutta la parte algoritmica della teoria è una conseguenza dei risultati di base delle trasformazioni di Möbius come gruppo di simmetrie.
I casi in cui le soluzioni sono funzioni algebriche furono scoperti da Hermann Schwarz. Successivamente le serie ipergeometriche furono generalizzate a molte variabili (si vedano ad esempio i lavori di Paul Émile Appell e di Giuseppe Lauricella). Molte identità furono in seguito trovate, alcune delle quali degne di nota. Una generalizzazione, analoga alle serie-q, detta serie ipergeometrica di base, fu trovata da Eduard Heine alla fine del XIX secolo. In questo caso il rapporto tra due termini successivi, anziché essere una funzione razionale in {\displaystyle n}, è una funzione razionale di {\displaystyle q^{n}}. 
Un'altra generalizzazione, le serie ipergeometriche ellittiche, sono quelle serie dove il rapporto tra i termini successivi è una funzione ellittica di n (una Funzione meromorfa doppiamente periodica).
Nel XX secolo questa fu un'area molto feconda della matematica combinatoria. Furono trovate nuove definizioni di serie ipergeometriche (Aomoto, Israel Gelfand ed altri) e nuove applicazioni ad esempio nella sistemazione di un numero di iperpiani nello spazio complesso N-dimensionale.
Le serie ipergeometriche possono esser sviluppate su spazi simmetrici di Riemann e gruppi di Lie semi-semplici. La loro importanza può esser mostrata attraverso il seguente caso particolare: la serie {\displaystyle {}_{2}F_{1}} è strettamente legata ai Polinomi di Legendre e, sotto forma di armoniche sferiche, esprime le proprietà di simmetria delle sfere di Riemann, o le rotazioni del Gruppo di Lie SO(3). 